# Préval
Préval – miejscowość i gmina we Francji, w regionie Kraj Loary, w departamencie Sarthe.
Według danych na rok 1990 gminę zamieszkiwało 580 osób, a gęstość zaludnienia wynosiła 76 osób/km² (wśród 1504 gmin Kraju Loary, Préval plasuje się na 799. miejscu pod względem liczby ludności, natomiast pod względem powierzchni na miejscu 1101.).